# Jakob Thyregod Scheuer
Jakob Thyregod Scheuer (født 1956) er en dansk pædagog og forfatter af ungdomsromaner.

## Karriere
Scheuer har en familiebaggrund med forfattere, men beskæftigede sig i mange år med forskellige pædagogiske opgaver, især i forhold til børn og unge med problemer.
Han skrev sin første bog med titlen Jægersoldater i 1991 og kom efterhånden til at skrive flere bøger om unge og deres møde med kriminelle miljøer. Han arbejder nu på halv tid i en børnehave, og resten af tiden skriver han bøger.